# Шилов, Юрий Алексеевич
Ю́рий Алексе́евич Ши́лов (укр. Юрій Олексійович Ши́лов; 4 октября 1949, Приморск, Запорожская область — 22 июля 2025) — украинский археолог, являлся сотрудником Института археологии НАН Украины. Развивал украинскую версию псевдоисторической «арийской» идеи в русле мистицизма, близкую к славянскому неоязычеству.

## Биография
Родился 4 октября 1949 года в селе Обиточное Приморского района Запорожской области УССР. С детства увлекался краеведением и археологией. В 1972 году окончил исторический факультет Московского государственного университета, в 1977 году — аспирантуру Института археологии Академии наук Украины, где защитил диссертацию на соискание учёной степени кандидата исторических наук по теме «Нижнее Поднепровье в середине III — середине II тыс. до н. э. (Исследование культурно-исторического процесса)». Ученик известного украинского археолога В. Н. Даниленко.
В 1994 году переехал в Москву. Там сблизился с русскими националистами.
Шилов пытался защитить докторскую диссертацию по теме «Духовная культура населения Юго-Восточной Европы эпохи меди и бронзы» сначала в Киевском институте археологии, а затем — на кафедре археологии исторического факультета МГУ, но оба раза его работа не была принята к рассмотрению.
После неудачных попыток стать доктором исторических наук Шилов стал называть себя академиком «Украинской международной Академии оригинальных идей» и академиком «Православной Русской академии».
В 1997 году Шилов опубликовал рукопись Даниленко за счёт «Российского общенародного движения» (РОД). В этой организации Шилов в течение нескольких лет руководил «научно-культурологическим центром». Затем вернулся в Киев. Во введении, написанном самим Шиловым, заявлено, что целью этой публикации являлось «укрепление престижа славянских и других индоевропейских народов». В 2001 году частично финансировал издание на Украине исследований востоковеда А. Г. Кифишина.
Умер в июле 2025 года в возрасте 75 лет.

## Идеи
Шилов считал трипольскую культуру индоевропейской, или «арийской». Он утверждал, что цивилизация и государственность на Украине сложились уже в 6—5-м тысячелетии до н. э. и была[кто?] древнейшей в мире. По его мнению, «сами трипольцы называли свою страну Араттой», которая представляло собой «древнейшее в мире первобытно-коммунистическое индоевропейское государство» и откуда «вели свой род шумерские цари». Своими достижениями эта цивилизация обязана странствующим «жрецам-гипербореям», и «трипольцы-арийцы» сделали неоценимый вклад в развитие шумерской цивилизации. Шилов писал, что шумерская письменность зародилась на Украине, откуда происходят и сами шумеры, жрецы которых перенесли письменную традицию через Кавказ в Месопотамию. В этом Шилов опирается на идеи А. Г. Кифишина, который, не пользуясь признанием профессиональных ассириологов, «дешифровал» якобы древнейшие «протошумерские» надписи, найденные под Мелитополем (Каменная Могила). По мнению Кифишина, там были обнаружены до 160 каменных табличек с надписями и 130 наскальных надписей, древнейшие из которых относились якобы ещё к ледниковому периоду. По его мнению, в то время там правили «цари-боги», от которых вели свой род более поздние шумерские династии. Согласно Шилову, возникшее в трипольское время на Украине «арийское государство» было бесклассовым и управлялось просвещёнными жрецами-воинами. Шилов назвал этот период «эпохой священной демократии».
Сторонник подлинности «Велесовой книги». Цитировал её по переводу неоязыческого автора Александра Асова и выдвинул собственную версию её возникновения: она «могла быть создана потомками жрецов венедов-этрусков в конце IX в., где-то в Крыму».
Свои идеи Шилов широко публиковал в популярной прессе. В ответе на критику его идей он писал, что для него «народное доверие» намного важнее мнения учёных.
Стремился сделать из своего учителя Даниленко культовую фигуру, несмотря на то, что вопреки Шилову, Даниленко критически относился к идее появления письменности, и тем более государственности, в глубокой древности. Однако для Даниленко были характерны широкие построения, которые создали стартовую площадку для его учеников. Шилов стремился окружить наследие Даниленко ареолом таинственности. Он утверждал, что самое ценное из коллекции и рукописей его учителя якобы было похищено.
Шилов принимал участие в конференциях различных «славянских обществ» и собраниях родноверов, где рассказывал о связи народов с «Энерго-Информационным Полем Вселенной» и «древнейшей цивилизации Аратте», о чем, по его мнению, сообщает «Велесова книга». Утверждал, что глубина народной памяти славян достигает «времён мамонтов», а ядром мировой культуры является территория Украины с её славяно-«арийским» наследием, идущим от ледниковой эпохи. Согласно Шилову, подтверждением его идеям служит «протошумерский архив» Каменной Могилы. Тору называл заимствованием того же «архива» Каменной Могилы.
Свои идеи Шилов считал актуальными для современного мира, где происходит обновление, которое суждено возглавить славянам с их «Неоправославием»: «Не Библия, порождённая рабством, а общинные веды отвечают грядущей „весне“ самоуправления».
В журнале «Украинский свет» вышли статьи нескольких сторонников неоязычества о боевых традициях украинцев, якобы идущим от запорожских казаков и из государства Аратта, включая статью Шилова. Статьи посвящены выработке особых бойцовских качеств, которые должны способствовать концентрации воли и развитию боевого духа и боевых навыков.

## Влияние
Идеи Шилова были включены в стандартный учебник по этнографии, утвержденный Министерством образования Украины. Также его идеи получили распространение в среде националистов и других сторонников «арийской» идеи. Сам он пользуется популярностью в националистических кругах. На его малой родине ему воздвигнут памятник.
Вслед за Шиловым профессор Прикарпатского университета (Ивано-Франковск), философ Л. Т. Бабий утверждал, что Украина является прародиной «ариев», «создателей трипольской археологической культуры с государствами Аратта и Ариана». «Велесову книгу» он считает «украинской Библией» и одновременно «нашей Одиссей». «Рукопись Войнича», по его мнению, служит безусловным доказательством того, что уже в VII—VI веках до н. э. «древние украинцы» спорили с хазарами о языческой вере.
В середине 1990-х годов идея «арийской» Украины была воплощена в романе политэкономиста Юрия Каныгина, популяризировавшего взгляды Силенко и Шилова об Украине как «Великой Оратании», или Аратте, в которой автор романа видит «духовный центр всего славянского мира». Каныгин ведёт генеалогию украинцев от «ариев», а «триполизм» называет «украинским архетипом». Писатель-фантаст и автор псевдоисторических сочинений Юрий Петухов обращался к идеям Шилова о государстве Аратта, якобы возникшем ещё в неолите на территории Украины, и к «находкам» древней письменности в гротах Каменной Могилы.

## Критика
Лингвист О. Н. Трубачёв в рецензии на книгу Шилова «Прародина ариев» (об Украине как родине «ариев» («арийцев») и местоположении древнейшего государства Аратты) положительно отзывался о Шилове как об одном из немногих последователей его гипотезы о пребывании индоариев в Северном Причерноморье и противопоставлял его «более консервативным» специалистам-скифологам. В то же время Трубачёв отвергал основные идеи Шилова. Он предупреждал против прямолинейного отождествления археологической культуры с этнической группой и называл идею Шилова о «арийско-хурритском союзе» в Приазовье неубедительной. С опорой на лингвистические факты, он отрицал наличие у индоиранцев пашенного земледелия и указывал на невозможность связи термина «арии» с праиндоевропейским глаголом «пахать». Трубачёв отвергал также произвольные этимологические построения Шилова и такие его идеи, как «трипольская письменность» и отождествление трипольской культуры с Араттой.
Книга Шилова «Прародина ариев» положительно оценивается в украинском журнале «Генеза». Журнал подчеркивал мысль, что «Веды» якобы сложились на берегах Днепра, и Шилов открыл прямую преемственность между «Нижнеднепровской Арианой, Киммерией, Таврией, Скифией, державой антов, Киевской Русью и Запорожьем».
Работы Шилова критикуются научным сообществом. Его первые работы, включая книгу «Космические тайны курганов», подверглись критике за неаккуратное обращение с археологическими данными («Для нас очень выразительно проявляется тенденциозность подхода Ю. А. Шилова к первоисточникам, желание выдать желаемое за действительное»). Учёные указывали на «интуитивный метод» исследований Шиловым курганов и манипуляцию с фактами. Критику вызвали сопоставления археологических данных с материалами такого сложного памятника, как Ригведа. Его реконструкции древних «мифологических систем» были названы сомнительными, а сопоставления древних курганов с «обсерваториями» безосновательными.
Последующие книги «Прародина ариев», «Праистория Руси», «Космос древньої України», «Джерела витоків української етнокультури XIX тис. до н. е. — II тис. н. е.», «Праслов’янська Аратта» и многие другие были восприняты как фантастические и не имеющие связи с реальностью.
В частности, М. Ю. Видейко, научный сотрудник Института археологии АН Украины и бывший коллега Шилова, оценивает исторические знания Шилова как «неглубокие», а его гипотезы как «легенды, подающиеся под видом исторической концепции». Другой известный украинский археолог, доктор исторических наук Л. Л. Зализняк называет работы Шилова «чистой фантазией» и «новейшими мифами в индоевропеистике Восточной Европы». Академик Б. А. Рыбаков назвал книгу «Прародина ариев» «забавной беллетристикой, но отнюдь не научной работой».
По мнению историка В. А. Шнирельмана, Шилов принадлежит к числу авторов, для которых древнейшая история важна не сама по себе, а в качестве способа обоснования легитимности самостоятельной Украины. Идея Шилова, что «древние украинцы-арийцы» являются создателями шумерской цивилизации, воспроизводит, в частности, псевдоисторические построения ряда украинских эмигрантов, включая идеолога украинского неоязычества Льва Силенко.
Археолог Л. С. Клейн относит Шилова к «эзотерической археологии».

## Сочинения
- Космические тайны курганов. — М.: Молодая гвардия, 1990. — ISBN 5-235-00803-0.
- Доскитськi цивiлiзацii Поднiпров’я // В. Довгич (ред.). — Космос древньоi Украiни. — Київ: Iндо-Европа, 1992. — С. 109—124.
- Мифы о «космических странниках» и календарная служба Европы V—I тыс. до н. э. // А. А. Гурштейн (ред.). На рубежах познания Вселенной. — М.: Наука, 1992. — С. 272—303.
- Новий етап археологiчного освоення курганiв енеолiту-бронзи Пiвденно-Схiдноï Европи // Археологiя (Киев). — 1992. — № 4. — С. 111—121.
- Святыни (записки археолога) // Русская мысль. — 1993. — № 3—12. — С. 101—108.
- Шляхами Дива, Аполлона, Одина… // Украiнський Свiт. — 1993. — № 1—2. — С. 30—35.
- Актуальнейшие задачи истории и родственных наук // Русская мысль. — 1994. — № 1—6. — С. 3—15.
- Аратта — держава трипiльцев // Русь Киiвська. — 1994. — № 1 (1). — С. 13.
- Iндоевропейсько-семiтсько-картвельскi зв’язки Надднипрянщини // Украiнський Свiт. — 1994. — № 3—4. — С. 14—17.
- Прародина ариев: история, обряды и мифы. Монография. — Киев: СИНТО, 1995. — ISBN 5-7768-0256-4
- Орiйська вiйськова доктрина // Украiнський свiт. — 1996. — № 1—3. — С. 8—14.
- Пути ариев. — Киев: Полиграфкнига, 1996. — ISBN 966-530-006-7.
- Схiд i Захiд Украiни й Iндо-Европи // Украiнський свiт. — 1996. — № 4—6. — С. 8—10.
- Победа. — Киев: Б. и., 2000.
- Iстина Влесової книги. — Киев: Трiйця, 2000.
- «Велесова книга» та актуальність прадавніх учень. Збірка статей. — Киев: Книжкова палата України, 2001. — ISBN 966-647-002-0.
- Ответ Колинько. 2002.
- Истоки славянской цивилизации. Монография. — Киев: МАУП, 2004. — ISBN 966-608-403-1.
- Курганные древности окрестностей Комсомольска. Монография. — Киев-Комсомольск: Аратта, 2007. — ISBN 966-7865-88-6.
- Українська національна ідея. Збірка статей. — Киев: Аратта, 2007. — ISBN 978-966-647-093-8.
- Основы славянской цивилизации. Монография. — М.: Осознание, 2008. — ISBN 978-5-98967-006-0.
- Ursulescu N., Dergacev V., Shilov Y. Cucuteni-Trypillia: a great Civilization of Old Europe. Foreword Catalogue. — Rome-Vatican: Hers Consulting Group, 2008. — ISBN 978-973-0-9830-7.
- Історична Аратта чи археологічне «Трипілля»? Монографія. — К.: Аратта, 2009. — ISBN 978-966-1557-07-8.
- Аратта за «Ведою словена» і пам’ятками трипільської культури та іншими науковими джерелами. Монографія. — Киев: Аратта, 2010. — ISBN 978-966-1557-09-2.
- СПАС: Коледа и Христос. Монография. — Киев: Аратта, 2011. — ISBN 978-966-1557-18-4.
- Ноосфера и Спас. Монография. — Киев: Аратта, 2012. — ISBN 978-966-1557-18-4.
- Прародина ариев: обряды, мифы, история. Монография. — Москва-Киев-Минск: Русская Правда, 2013. — ISBN 978-5-7768-0256-0.
- Yuri Shilov. Ancient History of Aratta-Ukraine 20,000 BCE — 1,000 CE. — N.Y.: Amazon.co.uk, 2015. — ISBN 978-1-5030-7602-0.
- Пращуры. Цілитель. — Москва-Киев-Минск: Русская Правда, 2006. — ISBN 985-6365-20-1.
- Пра-Пращуры. Сказания первых славян. — Москва-Киев-Минск: Русская Правда, 2016. — ISBN 978-966-1557-18-4.
- Аратта — Арийский Рубеж. Завещание академика. — Москва-Киев-Минск: Русская Правда, 2019. — ISBN 978-966-15-5752-8.